# Hajnalka
Hajnalka  è un nome proprio di persona ungherese femminile.

## Varianti
- Ipocoristici: Hajni[1]

## Origine e diffusione

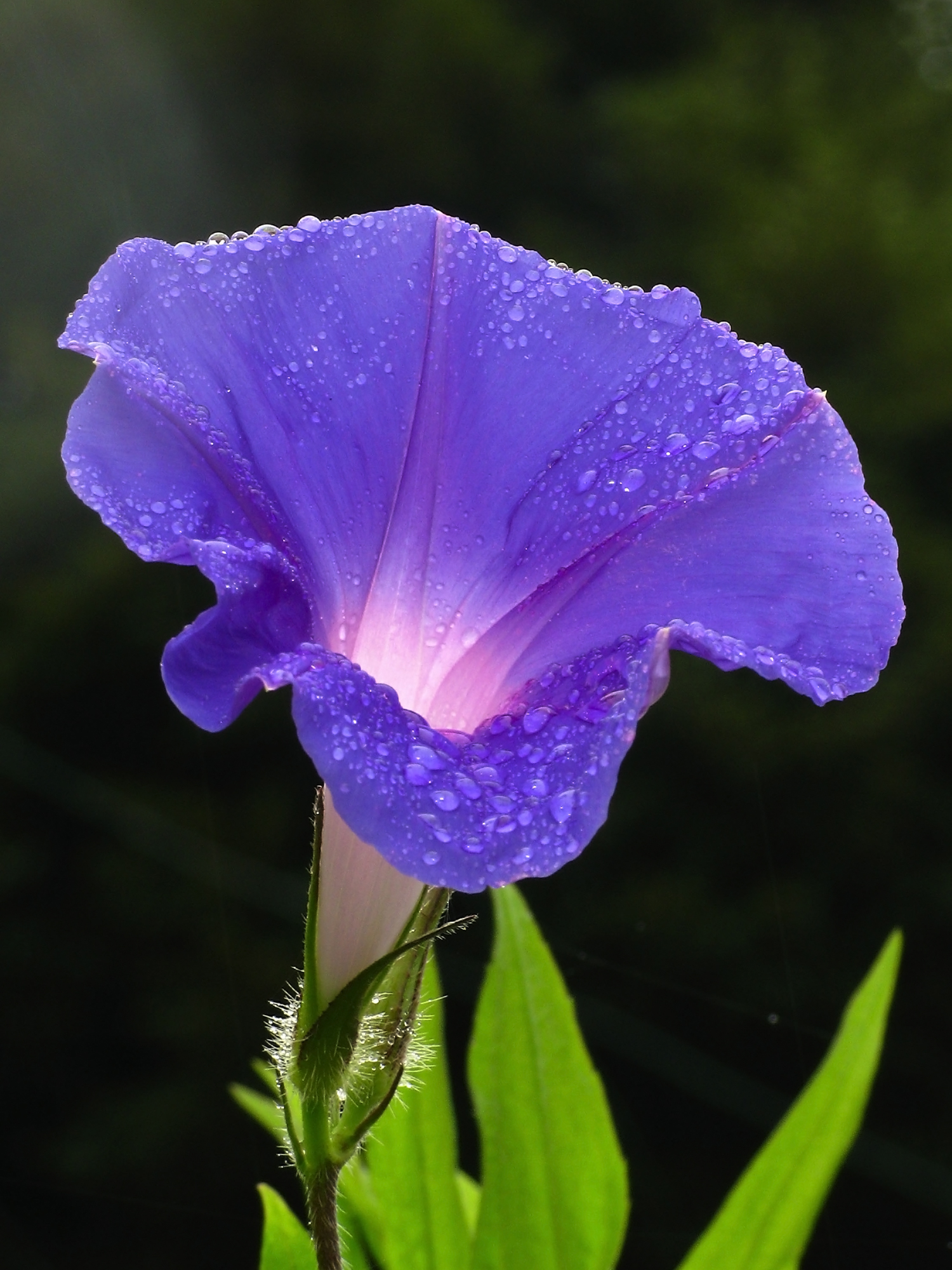
Un fiore di Ipomoea nil

Riprende un termine ungherese usato per indicare vari fiori del genere Ipomoea, e rientra quindi nell'ampia schiera dei nomi di ispirazione floreale insieme a Boglárka, Viola, Dalia, Margherita, Rosa e via dicendo. 
Alcune fonti lo riconducono invece al nome Hajna ("alba").

## Onomastico
Essendo un nome adespota, ovvero privo di una santa patrona, l'onomastico ricade il 1º novembre, in occasione di Ognissanti; un onomastico laico è fissato in Ungheria al 27 marzo.

## Persone
- Hajnalka Kiraly, schermitrice ungherese naturalizzata francese
- Hajnalka Tóth, schermitrice ungherese